# Nicholas Thomas Wright
Nicholas Thomas Wright, né le 1er décembre 1948 à Morpeth dans le Northumberland, est un prêtre anglican et un exégète du Nouveau Testament.
Il est doyen de la cathédrale de Lichfield de 1994 à 1999, puis évêque de Durham de 2003 à 2010. Il enseigne depuis à l'université de St Andrews.

## Principales publications
Wright est l'auteur de nombreux livres. Son nom apparaît généralement sous la forme N. T. Wright dans ses travaux de recherche, et Tom Wright lorsqu'il s'adresse à un public plus large.
- 1991 : The Climax of the Covenant: Christ and the Law in Pauline Theology (Fortress Press)
- 1994 : Following Jesus: Biblical Reflections on Discipleship (SPCK / Wm. B. Eerdmans)
- 1997 : What Saint Paul Really Said: Was Paul of Tarsus the Real Founder of Christianity? (Wm. B. Eerdmans)
- 1997 : The Original Jesus: The Life and Vision of a Revolutionary (Wm. B. Eerdmans)
  - Traduction française : Jésus : retour aux sources. La vie et la vision d’un révolutionnaire (Excelsis, 1998)
- 1999 : The Challenge of Jesus: Rediscovering Who Jesus Was and Is (InterVarsity / SPCK)
- 2005 : The Resurrection of Jesus: John Dominic Crossan and N.T. Wright in Dialogue (Augsburg Fortress / SPCK), écrit avec John D. Crossan, édité par Robert B. Stewart
- 2005 : Paul: Fresh Perspective (Fortress Press / SPCK)
- 2005 : The Last Word: Beyond the Bible Wars to a New Understanding of the Authority of Scripture (Harper SanFrancisco)
- 2006 : Simply Christian: Why Christianity Makes Sense (SPCK / HarperCollins)
  - Traduction française : Chrétien, tout simplement. La pertinence du christianisme (Excelsis, 2014)
- 2006 : Judas and the Gospel of Jesus: Have We Missed the Truth about Christianity? (SPCK / Baker Books)
- 2006 : Evil and the Justice of God (SPCK / Intervarsity Press)
- 2007 : « The Reasons for Christ's Crucifixion » dans Brad Jersak et Michael Hardin (éd.), Stricken by God? Nonviolent Identification and the Victory of Christ
- 2008 : Surprised by Hope: Rethinking Heaven, the Resurrection, and the Mission of the Church (SPCK / HarperOne)
- 2008 : Jesus, the Final Days: What Really Happened (SPCK), écrit avec Craig A. Evans
- 2009 : Justification: God's Plan and Paul's Vision (SPCK)
- 2010 : Virtue Reborn (SPCK) – After You Believe: Why Christian Character Matters aux États-Unis (HarperOne)
- 2011 : Simply Jesus: A New Vision of Who He Was, What He Did, and Why He Matters (HarperOne)

## Distinctions
- 2014 : la British Academy récompense son travail de recherche néotestamentaire en lui décernant la médaille Burkitt
- 2015 : docteur honoris causa de l'université de Fribourg